# 쿠가 요시코
쿠가 요시코(일본어: 久我 美子, 1931년 1월 21일 ~ )는 일본의 배우이다.

## 출연 작품
- 도쿄 맑음 (1997)
- 하늘이 이렇게 푸를 리 없다 (1993)
- 무능한 사람 (1991)
- 눈과 피의 4일 (1989)
- 고질라 18 - 고질라 대 비올란테 (1989)
- 스루 데이즈 앤드 먼스 (1969)
- 발라드 오브 어 워커 (1962)
- 오사카 캐슬 스토리 (1961)
- 춘몽 (1960)
- 청춘 잔혹 이야기 (1960)
- 더스 어더 데이 (1959)
- 폭설 (1959)
- 안녕하세요 (1959)
- 이터널 레인보우 (1958)
- 달맞이꽃 (1958)
- 황색 까마귀 (1957)
- 페어웰 투 드림 (1956)
- 신 헤이케 이야기 (1955)
- 소문의 여자 (1954)
- 억만장자 (1954)
- 오누이 (1953)
- 탁한 강 (1953)
- 저 손 이 손 (1952)
- 백치 (1951)
- 유키 부인의 초상 (1950)
- 다시 만날 때까지 (1950)
- 주정뱅이 천사 (1948)
- 4개의 사랑 이야기 (1947)